# Мацкевий Леонід Георгійович
Леоні́д Гео́ргійович Мацке́вий (26 жовтня 1935, Горлівка, Сталінська область, нині Донецької області — 30 травня 2019, Львів) — український археолог (первісна археологія заходу України та суміжних регіонів), доктор історичних наук.

## Життєпис
Народився в селі Горлівка Сталінської області, в родині інженерів. У 1945—1954 роках навчався в школі № 95 м. Києва. Потім навчався на історико-філософському факультеті Київського університету, який закінчив з відзнакою у 1962 році.
Працював у Керченському історико-археологічному музеї на посадах завідувача відділу, головного охоронця і заступника директора.
У 1967 році став аспірантом Сектора палеоліту. Закінчив аспірантуру Інституту археології у Москві. Його кандидатська дисертація — «Мезоліт і неоліт Керченського півострова» захищена у 1970 році. Працював у Кубанському університеті.
З 1973 року почав працювати в Інституті українознавства імені І. Крип'якевича НАН України (Львів); обіймав посади провідного наукового співробітника, старшого наукового співробітника, завідувача сектору, завідувач відділу археології.
У 1991 році вчений захистив у Московському університеті докторську дисертацію на тему «Мезоліт заходу України».
Від 1994 році — член Спеціалізованої вченої ради із захисту дисертацій, був у цій раді опонентом, як і в інших установах; керував роботою аспірантів.

## Участь у експедиціях
- У 1958 році — Кримська первісна експедиція Інституту археології АН УРСР (начальник експедиції — С. М. Бібіков). Розкопки в печерах Фатьма-Коба та Кара-Коба в с. Передове Балаклавської райради м. Севастополя та розвідкові дослідження в Криму. Лаборант.
- 1959 рік — Кримська первісна експедиція ІА АН УРСР (начальник експедиції ─ С. М. Бібіков). Розкопки в печерах Фатьма-Коба і навісі Новий та розвідкові обстеження в околицях с. Передове. Старший лаборант.
- 1960 рік — Степовий загін Кримської первісної експедиції ІА АН УРСР (начальник загону — Ю. Г. Колосов). Розкопки поселення Фронтове III і шурфування Фронтове І (с. Фронтове Ленінський р-н) та розвідкові роботи в Степовому Криму й на Керченському півострові. Ст.лаборант.
- 1960 рік — Баклинський загін Кримської експедиції відділу археології Криму ІА АН УРСР (начальник загону — Є. В. Веймарн). Розкопки Баклинського могильника (с. Скалисте, Бахчисарайський р-н, Кримська обл.). Ст.лаборант.
- 1960 рік — Бодракський загін Кримської первісної експедиції ІА АН УРСР. Розвідки та шурфування в околицях грота Шайтан-Коба в с. Скалисте. Начальник загону.
- 1961 рік — Скалистинський загін Кримської первісної експедиції ІА АН УРСР. Розвідки в околицях с. Скалисте. Начальник загону.
- 1961 рік — Сімферопольський загін Кримської експедиції ІА АН УРСР (начальник загону — А. О. Щепинський). Розкопки курганів у околицях м. Сімферополя. Ст.лаборант.
- 1961 рік — Червонопрапорний загін Кримської новобудівної експедиції ІА АН УРСР (начальник загону — О. М. Лєсков). Розкопки курганів (с. Широке, Скадовський р-н, Херсонська обл.). Ст.лаборант.
- 1961 рік — Розвідковий загін Кримської новобудівної експедиції ІА АН УРСР. Розвідки, шурфовка та зачистки (Цюрупинський р-н, Херсонська обл.). Начальник загону.
- 1962 рік — Загін Керченського історико-археологічного музею Кримської новобудівної експедиції ІА АН УРСР. Розкопки на території античного некрополя на південно-західному схилі гори Мітрідат у м. Керчі та розвідки на Керченському півострові. Начальник загону.
- 1963 рік — Керченська первісна експедиція Керченського історико-археологічного музею. Розкопки на стоянці Фронтове І (Ленінський р-н, Кримська обл.). Начальник експедиції.
- 1963 рік — Керченський загін Кримської новобудівної експедиції ІА АН УРСР. Розкопки на території античного некрополя на південно-західному схилі гори Мітрідат у м. Керчі та розвідки у Східному Криму. Начальник загону.
- 1964 рік — Керченська первісна експедиція Керченського історико-археологічного музею. Розкопки на стоянках Фронтове І та Алексєєвка І (Ленінський р-н, Крим). Начальник експедиції.
- 1964 рік — Загін Керченського історико-археологічного музею Кримської експедиції ІА АН УРСР. Розвідки у Східному Криму. Начальник загону.
- 1965 рік — Керченська первісна експедиція Керченського історико-археологічного музею. Розкопки на стоянках Фронтове І, Алексєєвка І і Тасуново І. Начальник експедиції.
- 1965 рік — Загін Керченського історико-археологічного музею Кримської новобудівної експедиції ІА АН УРСР. Розвідки у Східному Криму. Начальник загону.
- 1966 рік — Керченська первісна експедиція Керченського історико-археологічного музею. Розкопки на стоянках Фронтове І, Ленінське І, Лугове І і Лугове II. Начальник експедиції.
- 1966 рік — Загін Керченського історико-археологічного музею Кримської новобудівної експедиції ІА АН УРСР. Розвідки на Керченському півострові. Начальник загону.
- 1967 рік — Керченська первісна експедиція Керченського історико-археологічного музею. Охоронно-рятівні розкопки в м. Керчі та на Керченському півострові. Начальник експедиції.
- 1967 рік — Загін Керченського історико-археологічного музею Кримської новобудівної експедиції ІА АН УРСР. Розкопки кургану в м. Керчі та розвідки на Керченському півострові. Начальник загону.
- 1968 рік — Керченська первісна експедиція ІА АН СРСР. Розкопки на стоянках Лугове І і Ленінське І. Начальник експедиції.
- 1969 рік — Керченська первісна експедиція ІА АН СРСР. Розвідки на Керченському півострові та суміжних територіях. Начальник експедиції.
- 1969 рік — Кубанська експедиція ІА АН СРСР (начальник експедиції М. К. Праслов). Розкопки Ільської палеолітичної стоянки та розвідки в Краснодарському краї. Мол. наук. співробітник.
- 1971 рік — Кубанська мезоліто-неолітична експедиція Кубанського державного університету. Розкопки багатошарового поселення Нововоченший І та розвідки в Адигеї. Начальник експедиції.
- 1972 рік — Псекупська експедиція Кубанського державного університету. Розкопки на поселенні Нововочепший І та розвідки в Адигеї. Начальник експедиції.
- 1972 рік — Челбасько-Дмитрівська експедиція Кубанського державного університету в складі трьох загонів. Здійснено обстеження понад 200 пам'яток у зонах майбутніх водосховищ на Кубані. Начальник експедиції.
- 1973 рік — Кубанська новобудівна експедиція Краснодарського відділення Товариства охорони пам'яток історії та культури. Охоронно-рятівні роботи в зоні Краснодарського водосховища. Начальник експедиції.
- 1973 рік — Прикарпатська мезоліто-неолітична експедиція ІСН АН УРСР. Розкопки мезолітичних пам'яток Незвисько IX, XII та Лука II в Городенківському районі Івано-Франківської області, а також розвідки (Закарпатська, Івано-Франківська та Львівська обл.). Начальник експедиції.
- 1973 рік — Середньодністровська експедиція ІСН АН УРСР (начальник експедиції — І. К. Свєшніков). Дослідження у зоні затоплення Уніжської обл. Заступник начальника експедиції.
- 1974 рік — Прикарпатська мезоліто-неолітична експедиція ІСН АН УРСР. Розкопки поселення Вороців II, Незвисько IX і XXI та розвідки (Львівська, Закарпатська та Івано-Франківська обл.). Начальник експедиції.
- 1975 рік — Прикарпатська мезо-неолітична експедиція ІСН АН УРСР. Розкопки на поселеннях Кам'яниця II, Незвисько XXI і Вороців II та розвідки (Закарпатська, Львівська й Івано-Франківська обл.). Начальник експедиції.
- 1976 рік — Мезолітичний загін Львівської експедиції ІСН АН УРСР. Розкопки на поселенні Вороців II (Яворівський р-н, Львівська обл.). Начальник загону.
- 1976 рік — Прикарпатський загін Карпато-Волинської експедиції ІСН АН УРСР. Розкопки на поселеннях Кам'яниця І, Кам'яниця II і Кам'яниця IV (Закарпатська обл., Ужгородський р-н). Начальник експедиції.
- 1977 рік — Закарпатська експедиція ІСН АН УРСР. Розкопки на поселеннях Кам'яниця І, Кам'яниця II і Кам'яниця IV (Ужгородський р-н, Закарпатська обл.). Начальник експедиції.
- 197 рік7 — Львівська експедиція ІСН АН УРСР. Розкопки на поселенні Вороців II. Начальник експедиції.
- 1977 рік — Прикарпатський загін Карпато-Волинської експедиції. Розкопки на поселенні Старуня І (Богородчанський р-н, Івано-Франківська обл.). Розвідки (Івано-Франківська та Закарпатська обл.). Начальник загону.
- 1978 рік — Мезолітичний загін Прикарпатської експедиції ІСН АН УРСР. Розкопки поселення Старуня І та розвідки (Івано-Франківська обл.). Начальник загону.
- 1978 рік — Закарпатська експедиція ІСН АН УРСР. Розкопки на поселенні Кам'яниця І та розвідки (Закарпатська обл.). Начальник експедиції.
- 1978 рік — Вороцівський загін Львівської експедиції ІСН АН УРСР. Розкопки поселення Вороців II та розвідки (Львівська обл.). Начальник загону.
- 1979 рік — Мезоліто-неолітичний загін Прикарпатської експедиції ІСН АН УРСР. Розкопки на поселенні Вороців II та розвідки (Львівська обл.). Начальник загону.
- 1979 рік — Закарпатська експедиція ІСН АН УРСР. Розкопки на поселеннях Кам'яниця І, Кам'яниця IV і Кам'яниця V та розвідки в Закарпатті.
- 1979 рік — Мезолітичний загін Прикарпатської експедиції ІСН АН УРСР. Розкопки поселень Старуня І і Манява І та розвідки (Івано-Франківська обл.). Начальник загону.
- 1980 рік — Мезоліто-неолітичний загін Прикарпатської експедиції ІСН АН УРСР. Розкопки поселень Вороців II і Брюховичі VI та розвідки (Львівська обл.). Начальник загону.
- 1980 рік — Закарпатська експедиція ІСН АН УРСР. Розкопки на поселеннях Кам'яниця І і Кам'яниця V та розвідки (Закарпаття). Начальник експедиції.
- 1980 рік — Мезолітичний загін Прикарпатської експедиції ІСН АН УРСР. Розкопки поселення Старуня І та розвідки (Івано-Франківська обл.). Начальник загону.
- 1981 рік — Яворівська експедиція ІСН АН УРСР. Розкопки на поселеннях Вороців II і Брюховичі VI (Янівський р-н, Львівська обл.) м. Львів.
- 1981 рік — Закарпатська експедиція ІСН АН УРСР. Розкопки поселення Кам'яниця V. Начальник експедиції.
- 1981 рік — Прикарпатська експедиція ІСН АН УРСР. Розкопки поселення Старуня І та розвідки (Івано-Франківська обл.)
- 1982 рік — Вороцівський загін Львівської експедиції ІСН АН УРСР. Розкопки поселення Вороців II та розвідки (Львівська обл.). Начальник загону.
- 1982 рік — Закарпатська експедиція ІСН АН УРСР. Розкопки поселення Кам'яниця І і Кам'яниця II та розвідки в Закарпатті. Начальник експедиції.
- 1982 рік — Прикарпатська експедиція ІСН АН УРСР. Розкопки поселення Лука II (Городенківський р-н, Івано-Франківська обл.) та розвідки на суміжних територіях. Начальник експедиції.
- 1983 рік — Закарпатська експедиція ІСН АН УРСР. Розкопки поселень Кам'яниця І і Кам'яниця II та розвідки в Закарпатті. Начальник експедиції.
- 1983 рік — Прикарпатська експедиція ІСН АН УРСР. Розкопки поселення Вороців II та охоронно-рятівні роботи на поселенні Брюховичі VI. Начальник експедиції.
- 1983 рік — Львівська експедиція ІСН АН УРСР. Охоронно-рятівні роботи (Львівська обл.). Начальник експедиції.
- 1984 рік — Закарпатська експедиція ІСН АН УРСР. Розкопки поселень Кам'яниця II і Кам'яниця V та розвідки в Закарпатті. Начальник експедиції.
- 1984 рік — Прикарпатська експедиція ІСН АН УРСР. Розкопки стоянки Вороців II та розвідки (Львівська обл.). Начальник експедиції.
- 1985 рік — Прикарпатська експедиція ІСН АН УРСР. Розкопки поселення Вороців II та розвідки (Закарпатська, Івано-Франківська та Львівська обл.). Начальник експедиції.
- 1985 рік — Яворівська експедиція ІСН АН УРСР. Розкопки поселення Терновиця III в Яворівському районі. Розвідки (Яворівський та Бродівський р-н, Львівська обл.). Начальник експедиції.
- 1986 рік — Любешівський загін Волинської експедиції ІСН АН УРСР. Охоронно-рятівні обстеження за Зводом пам'яток історії та культури (Любешівський р-н, Волинська обл.). Начальник загону.
- 1986 рік — Прикарпатська експедиція ІСН АН УРСР. Розкопки поселення Жидачів І та розвідки (Жидачівський р-н, Львівська обл.). Начальник експедиції.
- 1986 рік — Львівська експедиція ІСН АН УРСР. Розкопки поселення Брюховичі VI та розвідки (Яворівський, Золочівський та Нестерівський р-н, Львівська обл.). Начальник експедиції.
- 1987 рік — Прикарпатська експедиція ІСН АН УРСР. Розкопки поселення Крупське І та розвідкові роботи (Миколаївський р-н, Львівська обл.). Начальник експедиції.
- 1987 рік — Львівська експедиція ІСН АН УРСР. Розкопки поселення Жидачів І та розвідки (Жидачівський р-н, Львівська обл.). Начальник експедиції.
- 1987 рік — Любешівський загін Волинської експедиції ІСН АН УРСР. Охоронно-рятівні роботи за Зводом пам'яток історії та культури (Любешівський р-н, Волинська обл.). Начальник загону.
- 1987 рік — Бережанський загін Тернопільської експедиції ІСН АН УРСР. Охоронно-рятівні роботи за зводом пам'яток історії та культури (Бережанський р-н, Тернопільська обл.). Начальник загону.
- 1988 рік — Бережанський загін Тернопільської експедиції ІСН АН УРСР. Охоронно-рятівні роботи за Зводом пам'яток історії та культури (Бережанський р-н, Тернопільська обл.). Начальник загону.
- 1988 рік — Шумський загін Тернопільської експедиції ІСН АН УРСР. Охоронно-рятівні роботи за Зводом пам'яток історії та культури (Шумський р-н, Тернопільська обл.). Начальник загону.
- 1988 рік — Львівська обласна експедиція ІСН АН УРСР. Розкопки на поселенні Прийма І та охоронно-рятівні роботи за Зводом пам'яток історії та культури (Жидачівський та Миколаївський р-н, Львівська обл.). Начальник експедиції.
- 1988 рік — Прикарпатська експедиція ІСН АН УРСР. Розкопки на поселенні Прийма І (Миколаївський р-н, Львівська обл.). Начальник експедиції.
- 1989 рік — Львівська обласна експедиція ІСН АН УРСР. Розкопки поселень Верин V, Прийма І та розвідкові й охоронно-рятівні роботи за Зводом пам'яток історії та культури (Львівська обл.). Начальник експедиції.
- 1989 рік — Шумський загін Тернопільської експедиції ІСН АН УРСР. Розвідки та охоронно-рятівні роботи (Шумський р-н, Тернопільська обл.)
- 1990 рік — Нестерівська експедиція ІСН АН УРСР. Розкопки багатошарових поселень Підлісне І й Малі Передримихи І та охоронно-рятівні і розвідкові дослідження (Нестерівський р-н, Львівська обл.).
- 1990 рік — Львівська обласна експедиція ІСН АН УРСР. Розкопки багатошарової пам'ятки в печерно-скельному ансамблі Прийма І та охоронно-рятівні обстеження (Миколаївський р-н, Львівська обл.). Начальник експедиції.
- 1991 рік — Львівська обласна експедиція ІСН АН УРСР. Розкопки багатошарового поселення у печерно-скельному ансамблі Прийма І та охоронно-рятівні й розвідкові роботи (Львівська обл.). Начальник експедиції.
- 1991 рік — Археологічний загін Екологічної експедиції «Дністер» Товариства Лева. Розвідкові обстеження по берегах р. Дністер (Львівська, Івано-Франківська та Тернопільська обл.). Начальник загону.
- 1992 рік — Прикарпатська експедиція ІСН АН України. Розвідкові та охоронно-рятівні роботи (Львівська та Івано-Франківська обл.). Начальник експедиції.
- 1992 рік — Археологічний загін Екологічної експедиції «Дністер» Товариства Лева. Розвідкові обстеження по берегах р. Дністер (Івано-Франківська та Тернопільська обл.). Начальник загону.
- 1992 рік — Українсько-польська експедиція ІСН АН України й Інституту археології та етнології ПАН (співкерівники експедиції — Я.Махнік і В. М. Цигилик). Розвідкові роботи в басейні Верхнього Дністра та верхів'ях Сяну. Науковий співробітник.
- 1993 рік — Львівська обласна експедиція ІСН АН України. Розкопки в печерно-скельному ансамблі Прийма І, в навісі Прийма VII, а також розвідкові та охоронно-рятівні обстеження (Львівська обл.). Начальник експедиції.
- 1993 рік — Прикарпатська експедиція Інституту українознавства АН України. Розкопки в печерно-скельних порожнинах біля с. Одаїв та охоронно-рятівні дослідження (Тлумацький р-н, Івано-Франківська обл.). Начальник експедиції.
- 1993 рік — Українсько-польська експедиція ІУ АН України й Інституту археології та етнології ПАН (співкерівники ─ Я.Махнік і В. М. Цигилик). Розвідкові роботи в басейні Верхнього Дністра та верхів'ях Сяну. Науковий співробітник.
- 1994 рік — Львівська обласна експедиція ІУ НАН України. Розкопки в печерно-скельному ансамблі Прийма І і навісі Львів VII та розвідкові й охоронно-рятівні роботи (Львівська обл. і Львів). Начальник експедиції.
- 1994 рік — Прикарпатська експедиція ІУ НАН України. Розкопки багатошарових пам'яток у печерах (Косівський та Тлумацький р-н, Івано-Франківська обл.), а також охоронно-рятівні обстеження й розвідки. Начальник експедиції.
- 1994 рік — Городоцька експедиція ІУ НАН України. Розкопки мезолітичного поселення Мшана Х, розвідки та охоронно-рятівні роботи (Городоцький р-н, Львівська обл.). Начальник експедиції.
- 1994 рік — Українсько-польська експедиція ІУ НАН України й Інституту археології та етнології ПАН (співкерівники експедиції — Я.Махнік і В. М. Цигилик). Розвідкові роботи в басейні Верхнього Дністра та верхів'ях Сяну. Науковий співробітник.
- 1995 рік — Львівська обласна експедиція ІУ НАН України. Розкопки в гроті Прийма І мустьєрського поселення та багатошарового поселення в навісі Львів VII, а також охоронно-рятівні й розвідкові роботи (Львівська обл.). Начальник експедиції.
- 1995 рік — Прикарпатська експедиція ІУ НАН України. Розкопки в печері Одаїв XVIII. Розвідки та охоронно-рятівні обстеження (Тлумацький та Косівський р-н, Івано-Франківська обл.)
- 1995 рік — Городоцька експедиція ІУ НАН України. Розкопки поселення Мшана Х, розвідки та охоронно-рятівні дослідження (Городоцький р-н, Львівська обл.). Начальник експедиції.
- 1995 рік — Українсько-польська експедиція ІУ НАН України й Інституту археології та етнології ПАН (співкерівники експедиції — Я.Махнік і В. М. Цигилик). Розвідкові роботи в басейні Верхнього Дністра та верхів'ях Сяну. Науковий співробітник.
- 1996 рік — Львівська обласна експедиція ІУ НАН України. Розкопки в гроті Прийма І мустьєрського поселення та в навісі Львів VII багатошарового поселення, а також охоронно-рятівні й розвідкові роботи (Львівська обл.). Начальник експедиції.
- 1996 рік — Українсько-польська експедиція ІУ НАН України й Інституту археології та етнології ПАН (співкерівники експедиції — Я.Махнік і В. М. Цигилик. Розвідкові роботи в басейні Верхнього Дністра та верхів'ях Сяну. Науковий співробітник.
- 1997 рік — Львівська обласна експедиція ІУ НАН України. Розкопки в гроті Прийма І та в навісі Львів VII, а також розвідки й охоронно-рятівні обстеження (Миколаївський р-н, Львівська обл.). Начальник експедиції.
- 1997 рік — Українсько-польська експедиція ІУ НАН України й Інституту археології та етнології ПАН (співкерівники експедиції — Я.Махнік і В. М. Цигилик). Розвідкові роботи в басейні Верхнього Дністра та верхів'ях Сяну. Науковий співробітник.
- 1998 рік — Львівська обласна експедиція ІУ НАН України. Розкопки у навісах Львів VII і Прийма VII, а також розвідки й охоронно-рятівні обстеження (Миколаївський р-н, Львівська обл. і м. Львів). Начальник експедиції.
- 1998 рік — Українсько-польська експедиція ІУ НАН України й Інституту археології та етнології ПАН (співкерівники експедиції — Я.Махнік і В. М. Цигилик). Розвідкові роботи в басейні Верхнього Дністра та верхів'ях Сяну. Науковий співробітник.
- 1999 рік — Львівська обласна експедиція ІУ НАН України. Розкопки у навісах Львів VII, Прийма VII і гроті Прийма І, а також розвідки й охоронно-рятівні обстеження (Львівська обл. і м. Львів). Начальник експедиції.
- 1999 рік — Українсько-польська експедиція ІН НАН України й Інституту археології та етнології ПАН (співкерівники експедиції — Я.Махнік і В. М. Цигилик). Розвідкові роботи в басейні Верхнього Дністра та верхів'ях Сяну. Науковий співробітник.
- 2000 рік — Львівська обласна експедиція ІУ НАН України. Розкопки у навісі Прийма VII, а також розвідки й охоронно-рятівні обстеження (Львівська обл. і м. Львів). Начальник експедиції.
- 2002 рік — Українсько-польська експедиція ІУ НАН України й Інституту археології і етнології ПАН (співкерівники експедиції — Я.Махнік і В. М. Цигилик). Розвідкові роботи в басейні Верхнього Дністра та верхів'ях Сяну. Науковий співробітник.
- 2003 рік — Львівська обласна експедиція ІУ НАН України. Розкопки у навісі Львів VII, а також розвідки та охоронно-рятівні роботи (Миколаївський, Яворівський та Бродівський р-н, Львівська обл. і м. Львів, включаючи смт. Брюховичі). Начальник експедиції.
- 2003 рік — Прикарпатська експедиція ІУ НАН України. Розкопки багатошарового поселення Одаїв II, зачистки та шурфовки, розвідкові та охоронно-рятівні роботи (Тлумацький р-н, Івано-Франківська обл.). Начальник експедиції.
- 2004 рік — Львівська обласна експедиція ІУ НАН України. Розкопки у навісі Львів VII і гроті Прийма І, а також розвідки та охоронно-рятівні роботи (Миколаївський р-н, Львівська обл.). Начальник експедиції.
- 2004 рік — Прикарпатська експедиція ІУ НАН України. Розкопки багатошарового поселення Одаїв II, зачистки та шурфовки, розвідкові та охоронно-рятівні роботи (Тлумацький р-н, Івано-Франківська обл.).
- 2005 рік — Львівська обласна експедиція ІУ НАН України. Розкопки в гроті Прийма І, а також розвідки й охоронно-рятівні роботи (Миколаївський р-н, Львівська обл. і м. Львів). Начальник експедиції.
- 2005 рік — Прикарпатська експедиція ІУ НАН України. Розвідкові та охоронно-рятівні роботи (Городенківський, Богородчанський, Коломийський та Тлумацький р-н, Івано-Франківська обл.).

## Праці
Він автор і співавтор понад 30 монографій, 582 наукових, педагогічних і науково-популярних праць, опублікованих у 23 країнах.
- Мезолит запада Украины / АН Украины, Ин-т обществ. наук. — Киев: Наукова думка, 1991. — 148 с.
- Старожитності Дрогобицького передгір'я / Інститут українознавства ім. І. Крип'якевича НАН України; Дрогоб. держ. пед. університет ім. І. Франка. — Львів–Дрогобич, 2001. — 178 с.
- Мезолит запада Украины: Автореф. дисс. на соискание науч. степ. докт. ист. наук / Москов. гос. університет им. М. В. Ломоносова. — Москва, 1990. — 32 с.
- Миколаївське Придністров'я / Відділ освіти Миколаїв. район. держ. адмін., Освітянський коорд.-методичний центр; ред. Л. В. Войтович. — Львів: Основа, 1993. — 163 с. (співавт. Я. М. Івашків, К. В. Івашків, М. С. Грибик, Р. В. Сколоздра).
- Старожитності Косівщини. Історичні нариси / Інститут українознавства НАН України та ін. — Івано-Франківськ: Лілея-НВ, 1997. — 134 с. (співавт. М. С. Бандрівський, О. Я. Мацюк, П. С. Сіреджук).